# Ira Rennert
Ira Leon Rennert (né le 31 mai 1934) est un riche investisseur (milliardaire) et homme d'affaires américain, créateur et président du Groupe Renco. Sa fortune serait d'environ 3,8 milliards de US $ Il habite la maison de milliardaire considérée comme celle qui - selon Forbes - a coûté le plus cher à construire et qui aurait actuellement le plus de valeur.

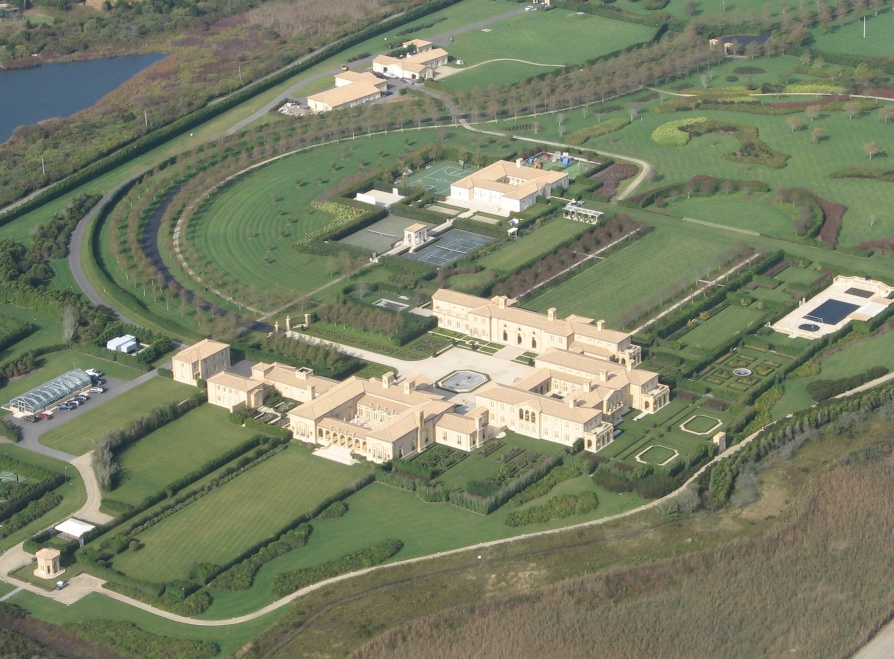
Photographie aérienne de la maison (groupe de bâtiments en réalité) d'Ira Rennert, située à Sagaponack (New York)

## Enfance et éducation
Les parents de Ira Rennert étaient des immigrants juifs venus de Pologne et de Roumanie.
Rennert est diplômé du Brooklyn College en 1954 et titulaire d'une maîtrise de l'université de New York (Stern School of Business) en 1956 où il se trouvait plus tard au conseil des surveillants.

## Débuts professionnels
En 1956, Renner se lance comme analyste du crédit à Wall Street.
Il a aussi été partenaire de Rubin, Rennert & Co. avant de lancer sa propre entreprise (I.L. Rennert & Co.) en 1962.
En 1963 il est repéré par le National Association of Securities Dealers comme travaillant avec une quantité de capitaux insuffisante, ce qui lui fait perdre son permis exercer ; il est révoqué (le 29 novembre 1964), ce qui lui interdit l'accès au secteur des valeurs mobilières. 
Selon un porte-parole de la société, Jon Goldberg : « En raison des conditions du marché, la société s'est retrouvée en violation de la règle du capital net (net capital rule). Rennert a alors mobilisé des fonds ; il les a mis dans la société pour les mettre en conformité. Une fois de plus, il est tombé sous le niveau des exigences de capital net et il a fermé la société », ce qui a terni son image et lui a fait perdre des investisseurs.

## Financement d'obligations de pacotille (Junk bonds) ou à haut-risque
Rennert a travaillé avec Michael Milken, négociateur en obligations de Drexel Burnham Lambert, un trader qui réussissait à vendre des obligations à haut-risque émises par des sociétés en difficulté ou sous-capitalisées.
Integrated Resources a ainsi levé 2 milliards de dollars d'obligations à haut-rendement financées par Milken, mais s’est finalement effondré en étant à l'origine d'un scandale financier (faillite à un milliard de dollars de dette obligataire) en mai 1989 (scandale et délits d'initiés survenus dans les années 1980 et raconté par James B. Stewart dans un livre de 1991 : Den of Thieves (livre), un best seller ayant remporté en 1992 le prix Pulitzer).
Rennert étant membre externe au Conseil d'administration, il a pu éviter d'être entraîné par l'effondrement de l'entreprise ; il a alors commencé à lever des obligations à haut risque pour financer des acquisitions pour le Renco Group. [réf. nécessaire]
La stratégie de Rennert pour la construction de Renco était d'acquérir toutes les actions de sociétés en difficulté et à financer leur achat en émettant des obligations spéculatives. Au passage Rennert s'accordait d'importants dividendes.
À partir de 1995, grâce à une série d’émissions de Junk bond (obligations pourries) les filiales de Renco ont emprunté environ 1,1 milliard de dollars et transféré 322 millions de dollars (29 %) au groupe Renco (d’après les documents déposés au Royaume-Uni) à la Commission des valeurs mobilières et des changes (SEC).
Soutenu par des fonds communs de placement et des fonds spéculatifs de premier plan tels que John Hancock Funds LLC et Putnam Investment Management LLC, Rennert n'a ensuite plus besoin de régulièrement investir une grande partie de son propre argent. En 1992 il  achète AM General avec un acompte de seulement 10 millions de dollars.
En 1994 Renco rachète à Fluor Corp. de Los Angeles la compagnie Doe Run (52 millions de dollars en espèces + une dette d’environ 60 millions de dollars à verser en huit ans).
Trois ans plus tard, avant même d'avoir remboursé cette dette, en 1997 Doe Run débourse 247 millions de dollars pour racheter un complexe industriel de fonderie de plomb au gouvernement péruvien, en butte à de graves problèmes de pollution du cours d'eau, de la ville et de toute la vallée jouxtant la fonderie. Au passage il emprunte davantage pour rembourser sa dette à la Fluor Corporation. Et en 1998, Doe Run de son côté a vendu pour 305 millions de dollars d’obligations pour financer son acquisition au Pérou ainsi que pour acheter d’autres mines de plomb dans le Missouri où Doe Run est aussi accusé de gravement polluer l'environnement en affectant la santé de employés ou habitants vivant dans les zones polluées par l'entreprise.
Depuis 1998 la plupart des financements de Renco sont des dettes bancaires.

## Transactions et filiales

### Production d'acier avec WCI
En 1988, Renner via Renco rachète (140 millions de dollars) une entreprise sidérurgique Warren (Ohio) à sa société mère en faillite (LTV Steel Co.). L'entreprise est renommée WCI Steel Inc.. Rennert est en mesure de vendre des obligations pour un montant total de 300 millions de dollars, en versant 108 millions de dollars du produit du dividende à Renco.
10 ans plus tard (en 1998) une holding (Renco Steel Holdings Inc.) est créée pour servir de société de portefeuille à la WCI. Cette société de portefeuille a ensuite vendu pour 120 millions de dollars d’obligations-junk, en versant cette fois un dividende supplémentaire de 100 millions de dollars à Renco.
Lors de la faillite, la Pension Benefit Guaranty Corporation avait calculé que le régime de retraite générerait un manque à gagner de 117 millions de dollars. Renco a accepté d'assumer la responsabilité du régime de retraite existant, avec le soutien continu de la WCI. Selon des journaux de l'époque, la Pension Benefit Guaranty Corporation aurait menacé de placer le patrimoine de Rennert en gage du régime de retraite des métallos. Harbinger a vendu l'entreprise à Severstal, un aciériste basé en Russie.

### MagCorp, devenu US Magnesium (USM)
En 1989, Renco achète le plus grand producteur de magnésium des États-Unis, installé dans l'Utah : Magnesium Corp., qui utilise des produits chimiques et des process très polluants pour extraire du magnésium et d'autres minéraux de l’eau du Grand Lac Salé, afin d'ensuite raffiner le magnésium utilisé dans des produits aussi divers que des bombes au magnésium aux vélos en passant par des médicaments ou suppléments alimentaires.
En 1996, Renco a créé Renco Metals, Inc. en tant que société de portefeuille pour Magnesium Corp. et émet des obligations pour un montant de 150 millions de dollars. Tout comme WCI, la société a versé à Renco 90 millions de dollars de dividendes à la fin de l'année.
En 2001, le  Ministère de la Justice (DOJ) américain engage une action en justice contre Magnesium Corp. pour de multiples violations des lois américaines sur l'environnement et la gestion des déchets dangereux. Rennert est à l'occasion aussi accusé d'avoir pris à Magnesium Corp. trop d'argent via l'émission d'obligations « laissant l'entreprise insolvable et incapable de payer ses factures ». Le procès a duré 6 ans (jusqu’en 2007, où un juge s’est finalement prononcé en faveur de Renco et contre le DOJ).
En 2010 (le 17 août) une décision de la  Cour d'appel (10th Circuit Court of Appeals) annule la décision du 17 octobre 2007 d'un juge de tribunal de district selon laquelle l'installation américaine de magnésium sise à Rowleyn (Utah) ne se débarrassait pas illégalement de cinq types de déchets toxiques (la poursuite initiale, déposée par le ministère de la Justice au nom de l’EPA en 2001, affirmait que l'entreprise ne respectait pas plusieurs règlements promulgués en vertu du Resource Conservation and Recovery Act de 1976, qui édicte des principes d'élimination des sous-produits et déchets dans le respect de l'environnement).

Renco continue d'exploiter l'entreprise sous le nom de US Magnesium (qui est devenu le seul producteur de magnésium pour tous les États-Unis).
En 2008, le 3 septembre le complexe chimique US Magnesium est si polluant que l'EPA propose qu'il soit placé dans la liste des sites prioritaires National Priorities List (NPL) éligibles au Superfund" (dans le "Federal Register").
En 2009 (le 5 novembre) l'entreprise USM a déposé  devant la Cour d'appel des États-Unis pour le circuit du district de Columbia une requête en révision de la liste, mais le 14 janvier 2011 la cour d'appel des États-Unis s'est rangée du côté de l'EPA et a confirmé que le site pouvait être placé sur la liste des priorités nationales.

### AM General
En 1993, Renco a acheté AM General (constructeur de véhicules spéciaux ; à usage industriel, militaire et/ou gouvernemental tels que le Humvee) au groupe LTV Corporation alors au bord de la faillite. Les conditions comprenaient un paiement en espèces de 67,5 millions de dollars, le reste devant être versé sous diverses formes sur une période de 10 ans. Le 20 août 2004, il a été annoncé que la société MacAndrews & Forbes Holdings de Ronald Perelman achèterait 70 % de AM General à Renco (pour environ 1 milliard de dollars américains).

## Bilan environmental du groupe

### Aux États-Unis
Dans les années 1990 le bilan environnemental du groupe était très mauvais, en particulier à cause du bilan catastrophique de Doe Run qui en 1998 a fait classer le Groupe Renco (par l’EPA) au 10e rang des 10 plus gros pollueurs des États-Unis, principalement en raison des pollutions de l'air, de l'eau et des sols du complexe chimique de US Magnésium dans l’Utah, anciennement MagCorp, racheté par Renco en 1989, a émis jusqu'à 119 000 tonnes de polluants par anet en 1998 année où la pollution de l'usine avait été réduite de moitié, mais était encore très élevée par rapport aux normes environnementales américaines ou européennes. En 2005, dernière année de publication des données par l'EPA, les émissions de polluants (hors CO2) avaient été réduites de 97%.
En 2001, le ministère de la Justice et l’EPA ont conjointement intenté une action contre Renco, en proposant des amendes de près d'un milliard de dollars, au motif que MagCorp (l'une des filiales de Renco Metals Inc.) avait déversé une partie de ses déchets toxiques dans les zones humides et étangs du Grand Lac Salé, déchets contenant notamment des boues et eaux usées polluées par des PCB et obstruant le réseau hydrographique, dont certains contaminants dépassaient de 12 fois le seuil autorisé pour les rejets accidentels.
MagCorp a tenté de se défendre en prétendant être exemptée de la loi fédérale obligeant les entreprises à surveiller plusieurs types de déchets dangereux.
Magcorp s'est mis en faillite au titre Chapitre 11 de la loi sur les faillites des États-Unis, peu de temps après le début de la procédure judiciaire. Un juge fédéral a autorisé Rennert à restructurer MagCorp - de puis renommé American Magnesium - dans le cadre d'une procédure qui exonère Rennert et Renco de toute responsabilité légale antérieure.

La poursuite de l'EPA est restée cependant en suspens jusqu'en octobre 2007 quand un juge fédéral s'est finalement prononcé contre l'EPA et contre le ministère de la Justice et en faveur de Renco et de MagCorp / US Magnesium.

### Mise aux normes et récompense
US Magnesium est aujourd'hui (2018) l'unique producteur de magnésium aux États-Unis et le troisième au monde. Le complexe chimique a réduit de 90 % ses émissions atmosphériques depuis 2000 (de 97 % depuis 1989), ce qui en fait selon l'EPA la réduction la plus importante parmi les polluants atmosphériques dangereux depuis le début du TRI en 1987 (pour une seule usine). Dans le même temps l'efficacité énergétiques des processus de fabrication du magnésium a aussi été grandement améliorée, permettant une réduction nette de 100 000 tonnes d'émissions de dioxyde de carbone par an.
US Magnesium a été récompensé par le Climate Protection Award 2004 de l'EPA et a remporté le prix de la protection du climat offert par l'EPA en 2006 pour la responsabilité environnementale.
Une autre filiale américaine de Renco a aussi été confrontée à de graves problèmes environnementaux, à Herculeanum, dans le Missouri. Elle a amélioré son bilan environnemental, mais en laissant de lourdes séquelles sociale et environnementales, malgré des améliorations substantielles (séquelles du saturnisme, sols pollués... par la fonderie de plomb de Renco : Doe Run, exploitée localement depuis 1892.

En 2000, après près de 40 ans de pollution, l'EPA et le ministère des Ressources naturelles du Missouri ont conjointement testé les taux de plomb dans la zone puis ont ordonné à Doe Run de nettoyer les sites les plus pollués (où les niveaux de plomb dépassait les normes de l'EPA.
En 2002 une étude a prouvé que plus de 50 % des enfants vivant à moins d'un quart de mille de la fonderie ont encore une plombémie élevée. Doe Run a accepté d'acheter 160 maisons dans la zone la plus contaminée autour de la fonderie (pour plus de 10 millions de dollars). Une fiche d’information de l’EPA indiquait que : « Depuis 2001, l’EPA, le MDNR et le groupe Doe Run traitent la contamination par le plomb à Herculaneum via une série d’actions comprenant le décaissement de sols pollués et son remplacement par un sol propre (en zone résidentielle), des travaux de décontamination des habitations et un programme de rachat volontaire de logements contaminés. Et le MDNR continue à travailler avec Doe Run pour résoudre les problèmes de stabilisation, de lutte contre l'érosion, de protection contre les inondations, de collecte et de traitement des eaux pluviales et d'atténuation des effets du terril de scories polluées sur les zones humides. » [réf. nécessaire]. Au premier trimestre 2007, Doe Run a enfin pu satisfaire aux normes américaines sur la qualité de l'air ambiant (NAAQS)[réf. nécessaire].

En 2013, Doe Run a fermé ses fonderie de plomb, avec donc un arrêt complet des émissions directes dans le Missouri, mais les envols de poussières peuvent encore polluer l'air et les eaux pluviales peuvent encore se polluer par le ruissellement ou la percolation sur les sols toxiques laissés par la friche industrielle.

### Au Pérou
Jusqu'en 2010 au Pérou, Doe Run (filiale du groupe Renco) a exploité une fonderie (de plomb et d'autres métaux) à La Oroya. Cette usine, créée en 1922, est située au fond d'une vallée encadrée de hautes montagnes ; longtemps exploitée par Centromin, une agence minière gouvernementale péruvienne, sans aucun contrôle environnemental, elle présentait de très graves problèmes environnementaux, relativement similaires à ceux rencontrés à Herculaneum, mais à une plus grande échelle.
Rennert achète Doe Run en 1997, à un prix peu élevé car alors que le gouvernement péruvien venait d'adopter une loi exigeant une forte diminution de la pollution et une restauration de l'environnement proche par l'entreprise, cette dernière avait donc perdu de sa valeur. Cette amélioration dépassant en outre les capacités économiques, scientifiques et techniques de Centromin.

La vente à Renco s'est faite dans le cadre d'une entente entre le gouvernement et l'entreprise : l'Agence Centromin paierait pour les actions de dépollutions visant à remédier aux problèmes environnementaux préexistants (antérieurs à 1997) et la filiale Doe Run Peru, créée pour la circonstance paierait les investissements environnementaux importants pour que l'usine cesse de polluer l'eau, l'air, les sols et les écosystèmes périphériques (investissements alors estimés à environ 100 millions de dollars [réf. nécessaire]).
Doe Run a finalement du investir plus de 300 millions de dollars dans la remise en état de l'environnement et a estimé ne pas pouvoir dépolluer le site lui-même à hauteur des normes établies par la loi péruvienne.
La Oroya était et reste un site parmi les plus pollués au monde. Le Blacksmith Institute l'a même classé dans la liste des dix sites les plus pollués au monde, avec Tchernobyl en Ukraine. Ainsi en août 2007, les niveaux atmosphériques d'arsenic (métalloïde cancérogène) étaient 85 fois plus élevés que le niveau classé "sans danger", et pour le cadmium il était 41 fois plus élevé, et 13 fois pour le plomb. Des scientifiques de l'université de Saint-Louis venus étudier le site ont révélé que 97 % des enfants de La Oroya souffrent de déficience mentale et de troubles physiques et problèmes de santé liés à leur exposition à l'air pollué, pour cause de saturnisme infantile notamment.
La fonderie de Doe Run Peru (comme la fonderie du Missouri de Doe Run) semble avoir finalement été un mauvais investissement à bien des égards. Renco et Rennert en ont reçu une publicité négative en termes de responsabilité sociale et environnementale concernant leurs activités et propriété et en particulier en raison des problèmes environnementaux et sanitaire induits par la fonderie de La Oroya. Les problèmes environnementaux n’ont jamais été résolus en dépit des engagements et des investissements de Renco.

En raison de ces coûts, Renco n'aurait pas tiré de profit financier de ses investissements.
Doe Run Peru est actuellement en conflit avec le gouvernement péruvien, ce qui est en partie lié aux affirmations de Doe Run selon lesquelles Centromin n'aurait pas respecté ses obligations en matière de dépollution de la pollution préexistante.

## Liens avec la sociétéBernard L. Madoff Investment Securities LLC
Ira Rennert est l'investisseur personnel (c'est-à-dire hors sociétés et banques) qui a le plus investi de fonds ($200 millions d'US dollars) dans la société véreuse et le système de vol organisé mis en place à Wall Street et dans le monde par Bernard L. Madoff Investment Securities LLC, à l'origine du scandale Madoff officiellement mis à jour le 12 décembre 2008, quand Madoff est arrêté et inculpé par le FBI pour avoir réalisé la plus grande escroquerie de type « Ponzi jamais montée à ce jour », qui pourrait porter sur 65 milliards de dollars américains

## Philanthropie
Ira Rennert occupe le 132e rang sur la liste des milliardaires les plus riches du monde établie par le magazine Forbes. Il est également classé 29e sur la liste du Jerusalem Post des 50 personnalités d'origine juive les plus riches du monde.
Comme de nombreux milliardaires américains, Rennert et son épouse Ingeborg ont fait de nombreux dons de bienfaisance à diverses organisations. Ils ont ainsi fait un don de 5 millions de dollars pour l’établissement du Wiesel Center de l'université de Boston et de 250 000 dollars au Lincoln Center. Ils ont également versé plus d'un million de dollars au World Trade Center Memorial et créé le Rennert Entrepreneurial Institute de la Sy Syms School of Business de l'université Yeshiva. Ils ont financé de nouvelles chaires dans plusieurs universités, dont une chaire d'études juives au Barnard College, une chaire de recherche sur le vieillissement à l'université de médecine Albert Einstein, une chaire sur la biologie des cellules souches, également à l'université de médecine Albert Einstein et une chaire Ira Rennert des Affaires à l'université Columbia. Ils ont également créé un poste de professeur de finance entrepreneuriale à l'université de New York, et ont fondé le Centre Ingeborg Rennert pour les études sur Jérusalem à l'université Bar-Ilan.
Les Rennerts ont également participé au financement de la construction de la fondation du patrimoine du mur occidental à Jérusalem (le centre d'accueil des visiteurs s'appelle pour cette raison la galerie de lumière Ingeborg et Ira Leon Rennert). L'épouse et les enfants de Rennert sont nommés donateurs de la chapelle commémorative Rennert de Jonas Mendel (Yonah Menachem Ben Mendel) au Centre d'histoire juive. On sait que les Rennerts ont fait don à la nouvelle yeshiva du rabbin Aharon Bina en Israël, Yeshivat Netiv Aryeh, et sont également honorés d'une plaque ainsi que de leur famille lors de leur entrée dans le bâtiment. Ils ont également fait don de centaines de rouleaux de la Torah à des communautés en Israël. La famille Rennert a également financé la construction d'un nouveau mikva à la synagogue de la Cinquième Avenue, achevée en mai 2010.

## Famille
Ira Rennert a épousé Ingeborg Hanna Rennert. Ingeborg ex-employée d'une agence de vente de billets d'avion, convertie au judaïsme et administratrice du Lincoln Center for Performing Arts, Inc.. Ils ont trois enfants :
- Tamara Rennert Winn[36] mariée à Randall Winn, cofondateur de Capital IQ (rebaptisé depuis S&P Capital IQ)[37]
- Yonina Rennert Davidson[38] ;
- Ari Rennert[39]

Rennert est membre de la synagogue orthodoxe de la 5e avenue, dont il est aussi président honoraire.

## Activités politiques
Rennert est un donateur majeur pour le Parti républicain pour lequel il a financièrement soutenu John McCain, Rudy Giuliani et autres candidats